# Кошкино (деревня, Советский район)
Кошкино — упразднённая в 2012 году деревня в Советском районе Кировской области России. На год упразднения входила в состав Мокинского сельского поселения.

## География
Деревня находилась в южной части области, в зоне хвойно-широколиственных лесов, на правом берегу реки Гремечки, на расстоянии приблизительно 21 километра (по прямой) к юго-востоку от города Советска, административного центра района.
Абсолютная высота — 173 метра над уровнем моря.

### Географическое положение
В радиусе трёх километров:
- д. Ежи (↑ 0.6 км)
- д. Бородино (↘ 1.2 км)
- с. Мокино (← 1.6 км)
- д. Шалаховцы (↘ 1.9 км)
- д. Фадеевский (↘ 2.4 км)
- д. Ваничи (↑ 2.5 км)
- д. Ляличи (→ 2.5 км)
- д. Липатенки (→ 2.7 км)
- д. Черкасы (← 2.8 км)
- д. Мало-Локосово (→ 2.9 км)

## Климат
Климат характеризуется как умерено континентальный, с тёплым летом и холодной длительной зимой. Среднегодовая температура — 2 — 2,3 °C. Средняя температура воздуха самого холодного месяца (января) составляет −14 °C; самого тёплого месяца (июля) — 18,2 — 18,3 °C. Период с отрицательными температурами длится около 160 дней. Годовое количество атмосферных осадков — 530—550 мм.

## Топоним
Известна с 1891 года как починок Кошкино (Борисово). В 1926 году отмечено три параллельных названия: Царегородцево; Царегородцев; Царегородцевский. Настоящее название утвердилось с 1939 года.

## История
Упоминается впервые в «Списке населённых мест Вятской губернии 1859—1873 гг.».
Снята с учёта 28.06.2012 Законом Кировской области от 28.06.2012 № 178-ЗО.

## Население
| 2010 |
| ---- |
| 1    |

К 1873 году — 86 чел., в 1905 году жителей 176, в 1926 г. — 112, в 1950 г. — 101.
Опустевшая деревня по данным Всесоюзной переписи населения 1989 года (Итоги Всесоюзной переписи населения 1989 года по Кировской области [Текст] : сб. Т. 3. Сельские населенные пункты / Госкомстат РСФСР, Киров. обл. упр. статистики. — Киров:, 1990. — 236 с., С.184).

### Половой состав
По «Списку населённых мест Вятской губернии 1859—1873 гг.» из 86 жителей 38 мужчин, 48 женщин.
По данным Всероссийской переписи населения 2010 года в гендерной структуре населения женщины составляли 100 %.

### Национальный состав
Согласно результатам переписи 2002 года в деревне проживал один житель русской национальности.

## Инфраструктура
Было личное подсобное хозяйство. К 1873 году — 7 дворов, в 1905 — 21 двор, в 1926 и 1950 г.г. — 19.

## Транспорт
«Список населённых мест Вятской губернии 1859—1873 гг.» описывал починок «от Уржумского тракта на Востоке до границы уезда, по проселочным дорогам».